# Andreas Sobeck

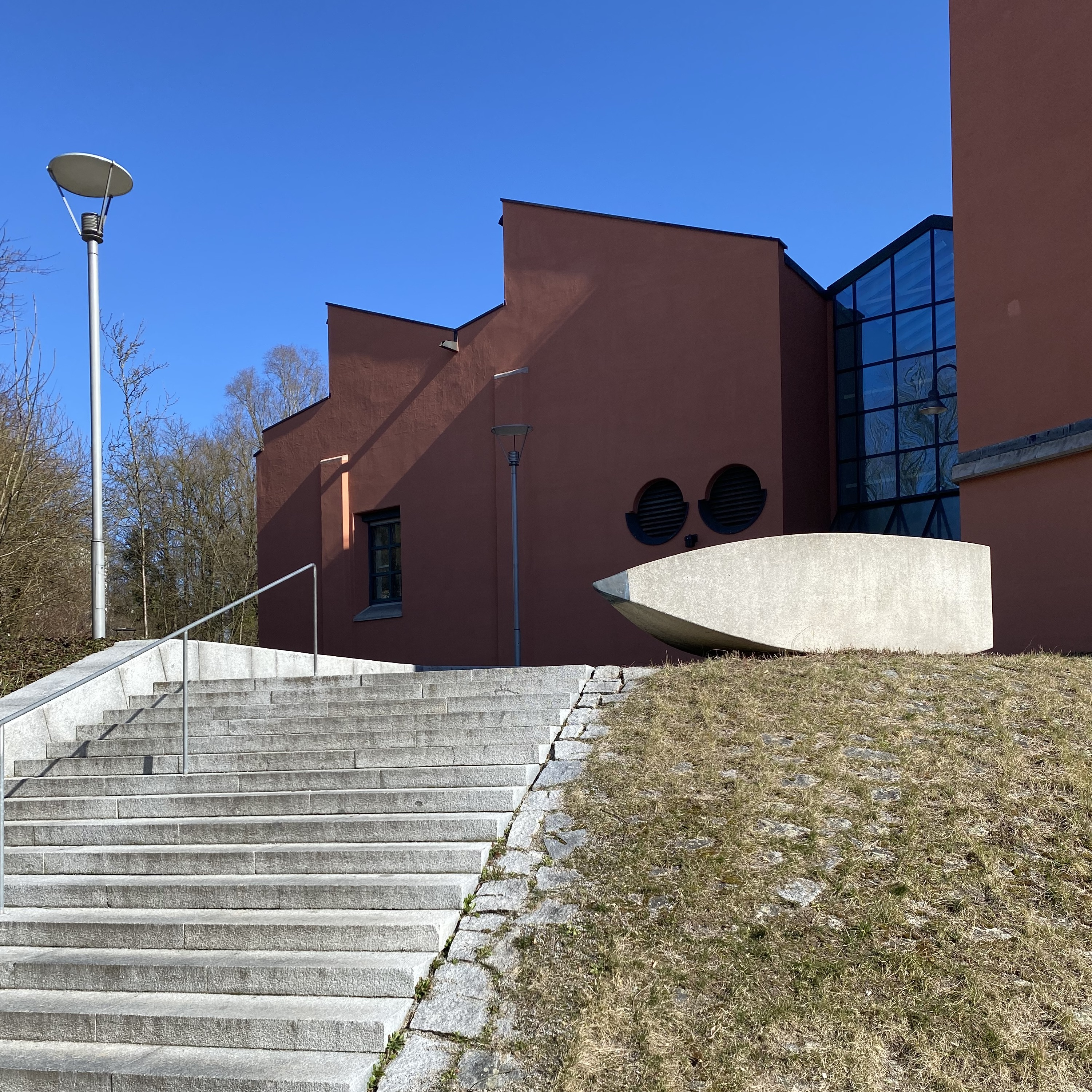
Boot, Granit und Bronze, an der Universität Passau (Foto: Martin Ortmeier)

Andreas Sobeck (* 23. August 1942 in Breslau; † 5. Mai 2018 in Deggendorf) war ein deutscher Bildhauer.

## Leben und Wirken
Andreas Sobeck wuchs in Niederbayern auf, er lebte und arbeitete in Deggendorf, Winzer und Wenigmünchen. Nach dem Studium der Bildhauerei, Kunstpädagogik und Politischen Wissenschaften in München und Rom wurde er Meisterschüler bei Heinrich Kirchner an der Hochschule für Gestaltung Ulm. Bis 1970 absolvierte er ein Referendariat als Kunsterzieher, ab 1970 wirkte er als selbständiger Künstler.
Seine Schwerpunkte waren Kunst am Bau und Kunst im öffentlichen Raum.
1967 heiratete er die Künstlerin Hilde Seyboth. Er war Mitglied der Künstlervereinigung Fürstenfeldbruck e. V. Er wohnte in Wenigmünchen (Landkreis Fürstenfeldbruck) und Winzer (Landkreis Deggendorf). Nach 1990 war Sobeck vor allem in Niederbayern tätig, u. a. widmete er sich der Betreuung des Kalk- und Ziegelmuseums in Flintsbach.

## Werke (Auswahl)

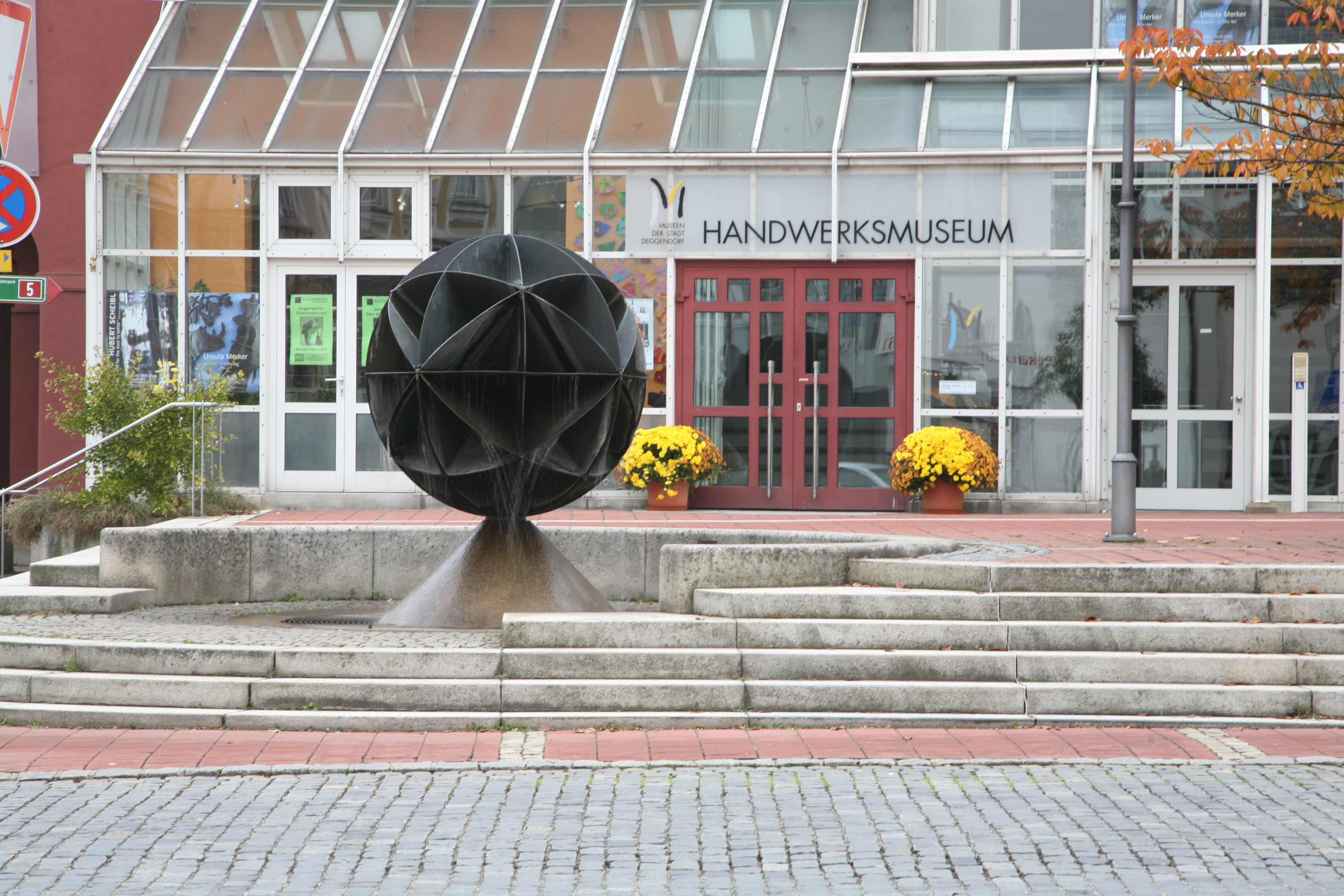
Wabenkugel, Bronze, im Kulturviertel von Deggendorf (Foto: Martin Ortmeier)

- 1985 München, Platz der Opfer des Nationalsozialismus (Ecke Brienner Straße/Maximiliansplatz): Stele mit „Ewiger Flamme“ Denkmal für die Opfer der NS-Gewaltherrschaft Mahnmal, Basalt und Stahl, H=6,0 m
- 1985 (1987) Passau, Universität: Boot, Granit und Bronze, 1,5 × 4,6 × 1,1 m
- 1991 Deggendorf, Kulturviertel (Maria-Ward-Platz): Wabenkugel, Bronze, einige Treppen erhöht und auf einem steinernen Kegel
- 1994 Hengersberg, Marktplatz: Heiliger Gotthard, Bronze
- 2001 Deggendorf, Metzgergasse: Sau Rosa, Granit und Bronze, 1 × 0,6 × 0,7 m
- 2004 Pfarrkirche: liturgische Neugestaltung
- 2016 Passau, Bildungshaus SpectrumKirche: Brunnen. Das Institut ließ einen „geometrischen Verweilgarten“ anlegen. Die Mitte nimmt der Brunnen von Andreas Sobeck ein. Inschrift: „Denn bei dir, Herr, ist die Quelle des Lebens“ (Ps 36,10)
- Rosenheim, Max-Josephs-Platz: Brunnen
- Passau, Klosterkirche „Zum Heiligen Kreuz“, Niedernburg: Sakramentshäuschen